# Потэхи
Потэхи (хокло 布袋戲 pò͘-tē-hì) — традиционный кукольный театр у хокло и чаошаньцев. Распространён в Южном Китае, на Тайване и в хоклоязычной диаспоре Юго-Восточной Азии.

## История

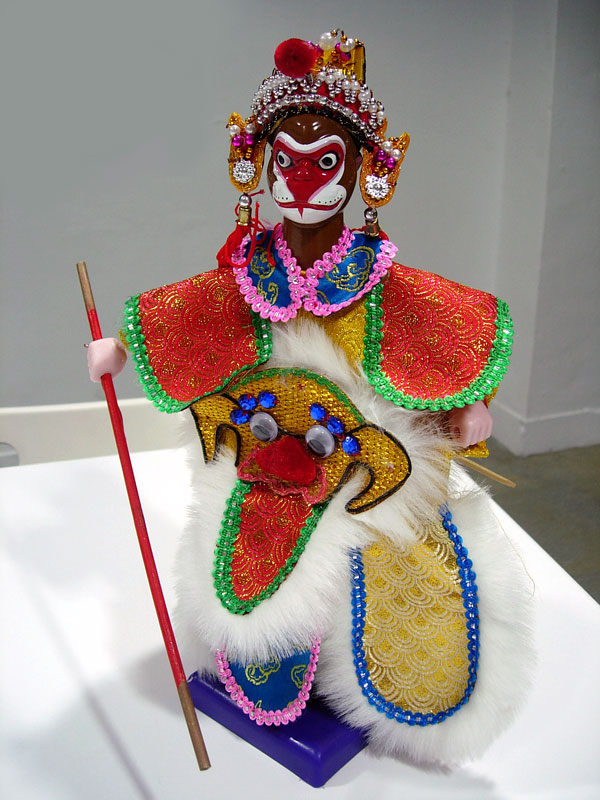
Кукла в виде Царя обезьян

По легенде, изобретателем потэхи является Ниу Пинлин (梁炳麟 Niû Péng-lîn), живший в империи Мин. После нескольких неудачных попыток сдать императорский экзамен он отправился в храм в уезде Сянью помолиться, после чего ему приснился сон, где старик написал на своей руке «заслуги и слава придут к тебе на ладонь» (功名歸掌上). Обрадовавшись, он попытался сдать экзамен снова, но опять провалил его. После этого он начал учиться кукольному театру у своих соседей, и создал куклы, которые можно надевать прямо на руку. Владея изысканным слогом и умело цитируя учёные книги, Ниу Пинлин привлёк множество людей на свои представления, и таким образом положил начало театру потэхи.
Более реалистичная версия гласит, что потэхи зародилось в Цюаньчжоу в районе XVII века в виде одиночного кукольного театра, в котором кукловод приносил сцену на своих плечах и во время представления укрывался мешком — слово «потэ» как раз обозначает такой мешок. Потэхи было элементом фестивалей и обрядов, оно исполнялось для молитв и благодарения богов. К XVIII веку потэхи исполнялось профессиональными кукольными труппами как под открытым небом, так и в театрах. Начали складываться местные стили потэхи: если в Цюаньчжоу предпочитались драматические и любовные сюжеты, в Чжанчжоу были распространены приключенческие истории с элементами боевых искусств.
В 1960-е на Тайване появились телевизионные исполнения потэхи, быстро ставшие популярными. В 1950-е власти КНР поощряли создание профессиональных кукольных трупп, однако в годы Культурной революции традиции потэхи сильно пострадали, как и другие виды традиционного театра. Также на потэхи негативно влияла борьба с религиозностью в КНР — кукльные представления часто были частью обрядов. Из-за жёстких ограничений на местное вещание как в Фуцзяни в КНР, так и на Тайване под властью Гоминьдана, локальные телепередачи в принципе были довольно редки. Возрождение потэхи в КНР началось в 1980-е, с политикой реформ и открытости. С 90-х годов, после снятия военного положения на Тайване, представления потэхи стали приходить в новые медиа, включая кабельное телевидение, видеокассеты, CD-диски и т. д.
20 мая 2006 года потэхи было включено в список нематериального культурного наследия, опубликованный Госсоветом КНР.
Ныне на Тайване поддержкой потэхи занимается Национальный центр традиционного искусства. Большую популярность в этом жанре обрела франшиза Thunderbolt (霹靂, севернокит. Pili, хокло Phek-le̍k). Телевизионное потэхи обычно классифицируется как анимация и продвигается в этом качестве за рубежом. Так, сериал Thunderbolt Fantasy создавался в коллаборации с японской компанией Nitroplus и сценаристом Уробути Гэном, известным в аниме-индустрии.

## Куклы

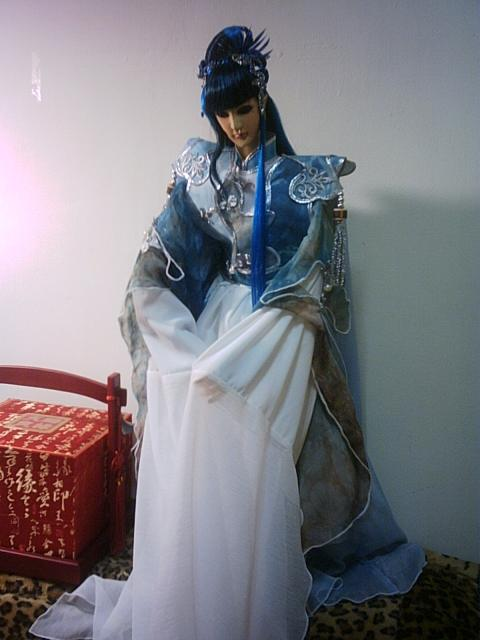
Современная кукла потэхи

Куклы, используемые в потэхи, представляют собой тканевые мешочки с прикреплёнными деревянными головами, кистями рук и обувью. Высота традиционных кукол составляет около 30 сантиметров, в современном телевизионном кукольном театре она составляет почти 80 сантиметров. Внутрь кукол может быть встроен простой ниточный механизм, с помощью которого кукловод может двигать глазами или губами куклы. Приспособления для управления куклой называют «небесной трубкой» (天筒, держится правой рукой, управляет головой и правой рукой куклы) и «земной трубкой» (地筒, держится левой рукой и отвечает за левую руку куклы).
Куклы подразделяют на несколько типов, взятых из традиционной оперы. В типичной кукольной «труппе» имеется около 60 кукол.

## Сюжеты
Сценарии для кукольных представлений традиционно передавались устно. Сюжеты потэхи, как и сюжеты традиционной оперы, часто были основаны на средневековых романах, таких как Троецарствие или Путешествие на Запад.
Во второй половине XX века тайваньский кукольный мастер Ын Хайтай (黃海岱 N̂g Hái-tāi) записывал сценарии для своих учеников. Также записью сценариев, в основном для детских представлений, занималась кукольная труппа в Чжанчжоу с 1980-х годов.